# Hohenstein Laboratories

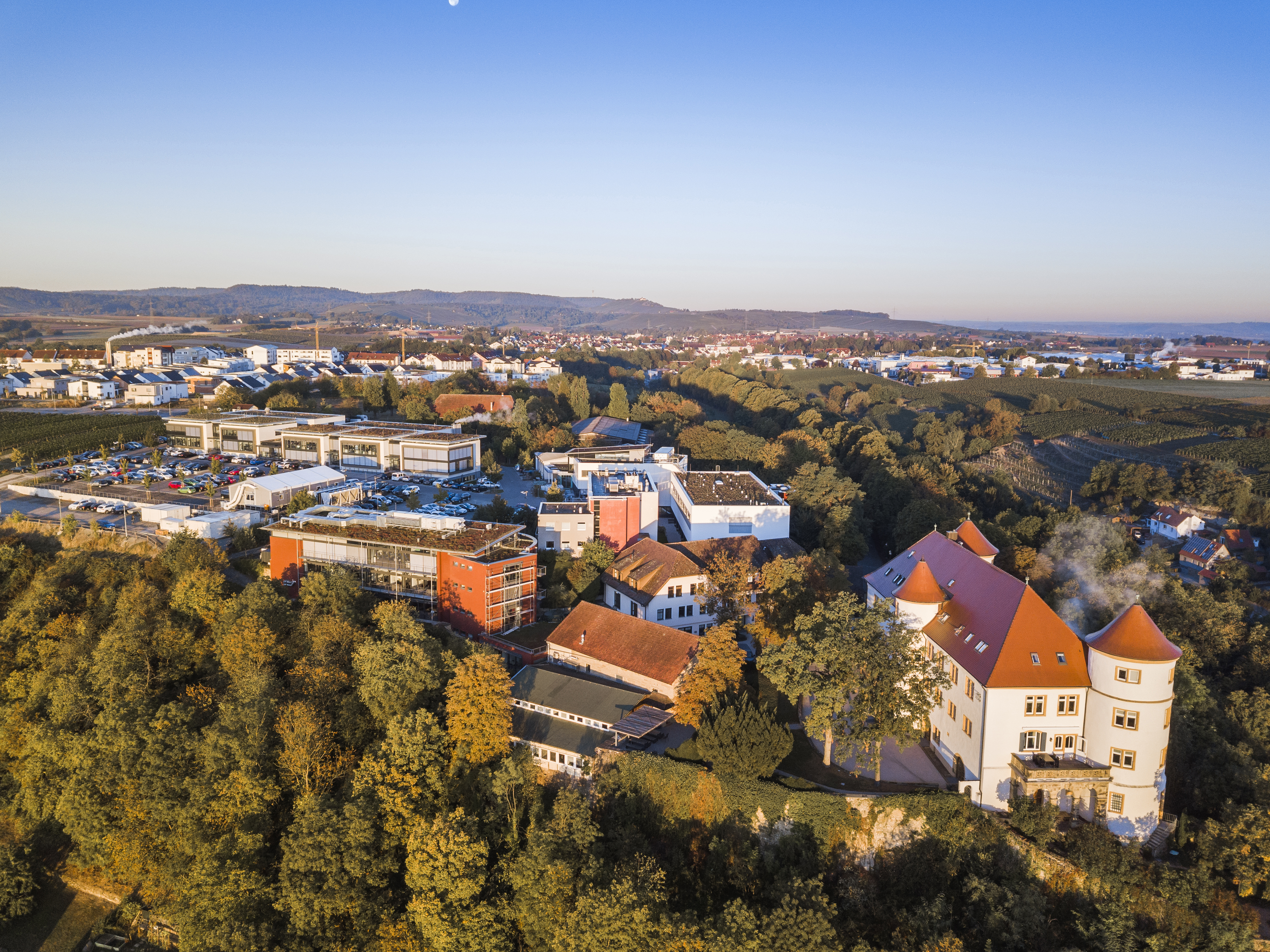
Hohenstein

Die Hohenstein Laboratories GmbH & Co. KG (Eigenbezeichnung Hohenstein Group) ist ein internationaler Prüf- und Forschungsdienstleister. Rund 1.500 Mitarbeiter arbeiten am Stammsitz im baden-württembergischen Bönnigheim und in Auslandsbüros weltweit. Schwerpunkt ist die Prüfung und Zertifizierung von Softlines – textilen Materialien –, Hardlines – Konsumgütern aus festen Materialien – und Medizinprodukten. Am Stammsitz sind Laboratorien, Büros, Lager- und Tagungsräume im historischen Renaissanceschloss Hohenstein und sechs weiteren Gebäuden untergebracht.

## Geschichte
Im Jahr 1946 gründete Otto Mecheels die Einrichtung Hohenstein. Mecheels hatte damals in Mönchengladbach Studenten unterrichtet und war nach dem Zweiten Weltkrieg mit seinem Mitarbeiterstamm zurück in seine Heimat Hohenstein gekommen. Im Renaissanceschloss Hohenstein führte er seine Lehre fort. Die französische Militärregierung vermietete ihm das Schloss, das als Parteivermögen an den württembergischen Staat gefallen war. Seit 1952 gehört das Schloss der Familie Mecheels. Sein Sohn, Jürgen Mecheels, entwickelte Hohenstein ab den 1960er Jahren zu einem internationalen, interdisziplinären Forschungs- und Dienstleistungsunternehmen. Er war Mitbegründer der Internationalen Gemeinschaft für Forschung und Prüfung mit ihrem Prüfzertifikat Oeko-Tex. Unter dem Markennamen Oeko-Tex vergibt die Gruppe unter anderem den Oeko-Tex Standard 100. Der Standard 100 ist das Produktlabel für schadstoffgeprüfte Textilien mit der größten Verbreitung weltweit.
Seit 1995 wurde das Familienunternehmen in dritter Generation von Stefan Mecheels geleitet. Er erweiterte das Labornetzwerk der Hohenstein Group und gründete die Hohenstein Academy. Im selben Jahr wurde in diesem Zuge der William-Küster-Bau eingeweiht, welcher 2015 erweitert wurde. In diesem wurde der neu geschaffene Fachbereich "Life Science" mit eigenen Laboren untergebracht. Zudem wurden zwischen 1995 und 2022 Laborstandorte in Indien, Bangladesh, Hong Kong, Shanghai und Ungarn sowie insgesamt 46 Auslandsbüros in 42 Ländern gegründet. Als Mecheels die Geschäftsführung übernahm, gab es keine Auslandspräsenz. Bis 2022 folgten weitere Erweiterungen am Stammsitz und die internationale Präsenz wurde auf 45 Länder ausgeweitet. Zudem investierte die Gruppe Ende 2022 in das Unternehmen Sizekick, einem Spin-off, des digitalen Größenberaters Presize. 2023 wurde das Labor QAT Services Limited in Hongkong erworben. Durch die Übernahme wurde das Prüfspektrum um Materialien mit Lebensmittelkontakt, Möbel, Spielzeug, Hardlines und Konsumgüter ausgebaut.
Im Januar 2025 wechselte Stefan Mecheels aus der operativen Unternehmensführung in den Familienbeirat. Als Delegierter des Beirats bleibt er direkter Ansprechpartner für Stefan Droste, der den Vorsitz der Geschäftsführung übernimmt, sowie für dessen Stellvertretung, Timo Hammer. Der Familienbeirat besteht aus weiteren Familienmitgliedern sowie drei externen Unternehmerpersönlichkeiten.

## Prüfung und Zertifizierung
Hohenstein führt die Prüfungen und Beurteilungen von Produktqualität und -performance in den akkreditierten Laboratorien unabhängig durch. Die Prüfergebnisse werden mit verschiedenen Zertifikaten und Labels dokumentiert, wie dem des Oeko-Tex, des UV-Standard 801 oder des RAL. Die Hohenstein Qualitätslabel (HQL) belegen Produktperformance, wie beispielsweise den UV-Schutz von Kleidung, durch unabhängige Prüfungen. Hohenstein-Zertifizierungen und Produktetiketten basieren auf angewandter Forschung und realen Verwendungsbedingungen. Hohenstein arbeitet in unterschiedlichen Bereichen: Soft- und Hardlines, Prüfungen im Bereich Konformität, Nachhaltigkeit, Performance, Gesundheit, Passform, Textilpflege, Medizinprodukte und Oeko-Tex.
Die Laboratorien der Hohenstein Group sind nach ISO 17025 akkreditiert. Hinzu kommen weitere Akkreditierungen und Zulassungen für verschiedene Arbeitsbereiche:
- Akkreditierung nach DIN EN ISO/IEC 17025:2018,[17]
- Europäische notifizierte Prüf- und Zertifizierungsstelle Nr. 0555 für persönliche Schutzausrüstung (PSA),[18]
- Gründungsmitglied der Internationalen Gemeinschaft für Forschung und Prüfung auf dem Gebiet der Textilökologie (siehe Oeko-Tex),[8]
- Mitgliedsinstitut der Internationalen Prüfgemeinschaft für angewandten UV-Schutz (UV Standard 801),[19]
- Zulassung als Sachverständige zur Untersuchung amtlicher Rückstellproben nach § 240 LMBG,[20]
- Textilprüfdienstleister und Forschungspartner der Gütegemeinschaft Sachgemäße Wäschepflege e. V.[21]
- Mit der Übernahme von QAT Services Ltd. akkreditiertes Prüflabor von Hardline Goods (durch die DAkkS).[22]
- Seit Mitte 2025 kann Hohenstein für die Prüfung von Medizinprodukten den international anerkannten Standard der „Guten Laborpraxis“ (GLP) garantieren.[23]

## Forschung

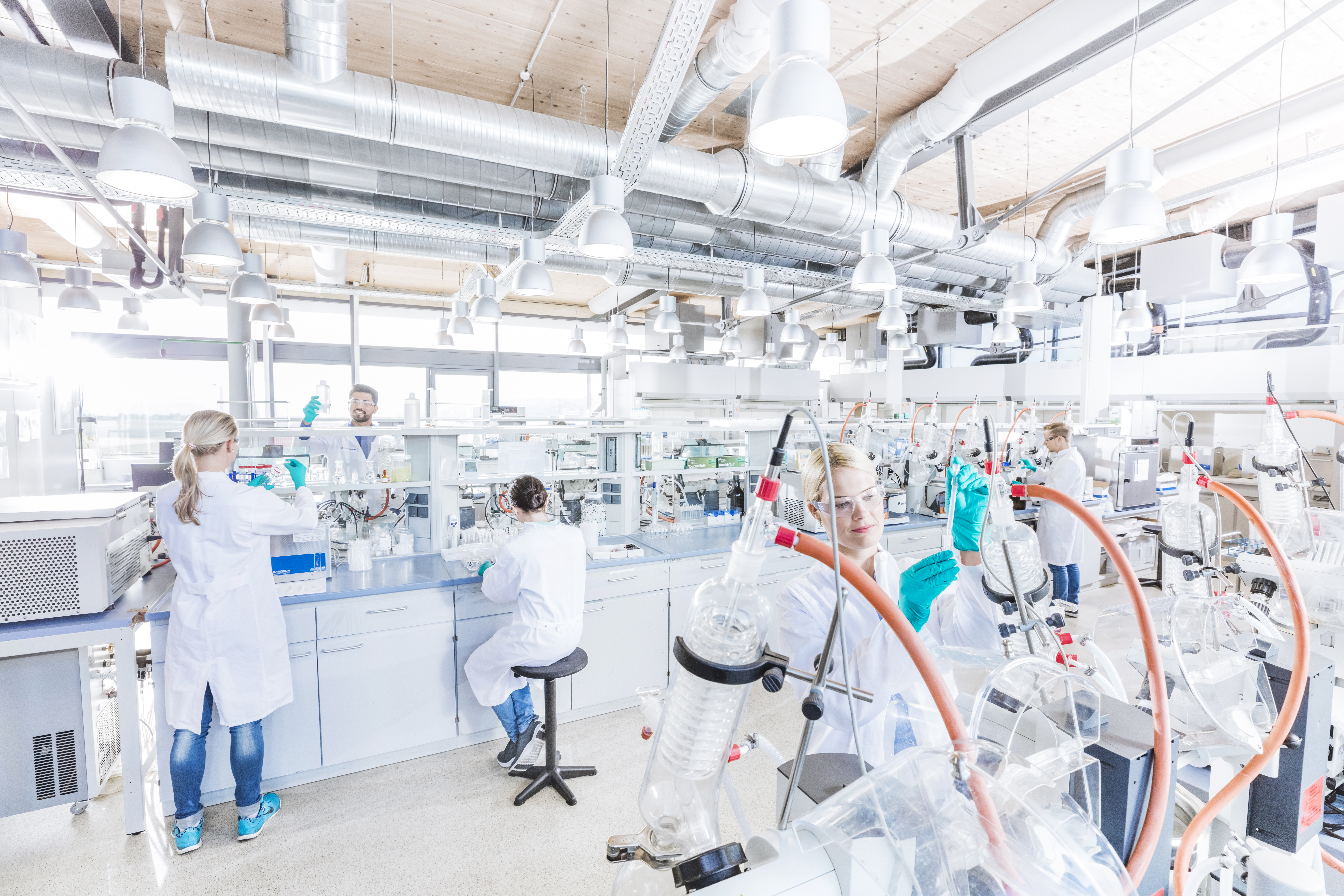
Ein Labor von Hohenstein

Hohenstein forscht im Rahmen öffentlicher Projekte und verfügt über ein einzigartiges Know-how in der Entwicklung anwendungsnaher Lösungen für die Industrie. Ferner werden Unternehmen beraten und Weiterbildungen und Schulungen angeboten sowie forschungsbezogene Prüfleistungen und Untersuchungen umgesetzt. Schwerpunktmäßig geht es bei den Vorhaben darum, neue Anwendungsbereiche zu erschließen bzw. neuartige Produktideen zur Optimierung von Textilien und Bekleidung zu entwickeln, auch im digitalen Raum. Thematisch werden beispielsweise Funktionalisierung, Produktperformance und Bioökonomie erforscht. So beteiligte sich die Hohenstein Group beispielsweise an der Entwicklung innovativer Wuchshüllen aus nachwachsenden Rohstoffen und Konzepten zur Vermeidung von Plastikakkumulation im Wald anhand der Bewertung des Abbauverhaltens von Wuchshüllen auf Basis nachwachsender Rohstoffe. Das Hohenstein Digital Fitting Lab beispielsweise forscht, wie Kleidung digital entworfen werden kann. Die Hohenstein Group nimmt vermehrt an Ausschreibungen des BMBF und anderen Projektträgern teil, und arbeitet unter anderem mit der Innovationsallianz Baden-Württemberg oder der Allianz für Faserbasierte Werkstoffe Baden-Württemberg e. V. zusammen. In der Vergangenheit entstanden zahlreiche Forschungsergebnisse in Zusammenarbeit mit dem Forschungskuratorium Textil e. V.

## Unternehmensstruktur
Die Hohenstein Group ist ein Unternehmen, das auf die Prüfung, Zertifizierung und Erforschung textiler Produkte aller Art spezialisiert ist. Die Geschäftsanteile befinden sich in Besitz der Gründerfamilie. Rund 1000 Mitarbeiter forschen, prüfen und zertifizieren am Stammsitz im baden-württembergischen Bönnigheim und in Auslandsbüros für ca. 5.000 Kunden aus Industrie, Gewerbe, sowie Handel. 2022 wurde ein Familienbeirat gegründet. Unter dem Dach der Hohenstein Group treten am Markt die Hohenstein Laboratories GmbH (HL), das Hohenstein Textile Testing Institute GmbH (HTTI) und das Hohenstein Institut für Textilinnovation gGmbH (HIT) auf.
Die Hohenstein Laboratories GmbH & Co. KG betreibt Prüflabore für Wirksamkeits- und Sicherheitsprüfungen an Medizinprodukten, Desinfektionsmitteln, Textilien etc. Der Schulungsbetrieb der ehemaligen Hohenstein Academy e. V. wird auch unter dem Dach der Hohenstein Laboratories GmbH &Co. KG durchgeführt. Die Hohenstein Textile Testing Institute GmbH & Co. KG ist in der Prüfung einschließlich der Materialprüfung tätig, die mit textilen und/oder verwandten Erzeugnissen zusammenhängen. Die Hohenstein Verwaltungs GmbH ist persönlich haftende Gesellschafterin der Hohenstein Laboratories GmbH & Co. KG und der Hohenstein Textile Testing Institute GmbH & Co. KG sowie aller damit in Zusammenhang stehenden Geschäfte.
Das Hohenstein Institut für Textilinnovation gGmbH betreibt Forschungsarbeiten auf dem Gebiet der Medizintechnik, der angewandten Hygiene, der biologischen Analytik, der Biotechnologie, der Umwelttechnologie, der Bekleidungsphysiologie, der Bekleidungstechnik, der Textilpflege, der Textilchemie, der Textilphysik der Textiltechnologie und damit in Zusammenhang stehender Bereiche.
Daneben führt die Hohenstein Group folgende Auslandsgesellschaften: Hohenstein Laboratories Bangladesh Ltd.; Hohenstein Laboratories Hong Kong Ltd.; QAT Services Limited; Hohenstein Textile Testing Shanghai Ltd.; Hohenstein India Pvt. Ltd.; Hohenstein Istanbul Ltd.; Innovatext Textile Engineering; Hohenstein Institute America Inc. 
Unter dem Forschungsinstitut Hohenstein Prof. Dr. Jürgen Mecheels GmbH & Co. KG sind die Auslandsniederlassungen angegliedert. Zudem fungiert die Schloss Hohenstein Beteiligung GmbH als persönlich haftende geschäftsführende Gesellschafterin der Firma Forschungsinstitut Hohenstein Prof. Dr. Jürgen Mecheels GmbH & Co. KG. Bis 2008 waren die Hohenstein Textil Testing Institute GmbH & Co. KG und bis 2009 die Hohenstein Laboratories GmbH & Co. KG als Teilbetriebe der Forschungsinstitut Hohenstein Prof. Dr. Jürgen Mecheels GmbH & Co. KG tätig.

## Publikationen
- Josef Kurz: Kulturgeschichte der häuslichen Wäschepflege – Frauenarbeit und Haushaltstechnik im Spiegel der Jahrhunderte. ISBN 978-3-89904-248-1.
- Josef Kurz: Französische Wäsche und deutsche Textilreinigung – Die Chronik der gewerblichen Textilpflege in organischen Lösemitteln. ISBN 978-3-89904-286-3.
- Josef Kurz: Die technische Evolution der Dampfwäscherei – Eine Chronik der Gewerblichen Wäscherei und Textilen Mietdienste. ISBN 978-3-89904-291-7.
- Josef Kurz: Kulturgeschichte der professionellen Textilpflege – Zweitausend Jahre textile Sauberkeit durch Waschen und Reinigen. ISBN 978-3-89904-314-3.
- Josef Kurz, Stefan Mecheels: Textile Welten-Die Erfolgsgeschichte der Hohensteiner Institute. ISBN 978-3-9812485-0-0.
- Herbert Vogler, Josef Kurz, Stefan Mecheels: Kultur- & Industriegeschichte der Textilien. ISBN 978-3-9812485-3-1.
- Herbert Vogler, Josef Kurz, Stefan Mecheels: Handwerkliche Webschulen und praxisnahe Hochschulen. ISBN 978-3-943868-01-2.